# COOL COOL TOON
『COOL COOL TOON』（クルクルトゥーン）は2000年8月10日にSNK（旧社）が開発、発売したドリームキャスト専用ソフトである。ジャンルは「リズムコミック」。ネオジオポケット接続ケーブルを使ってネオジオポケット専用ソフト『COOL COOL JAM』とデータ通信することができた。
本作がSNK（旧社）が家庭用据え置きハード向けに新規開発した（アーケードや旧作からの移植ではない）最後のゲームとなった。

## ストーリー
テレビの中の世界「クルクルタウン」に連れてこられた主人公が、「フリッツ」と呼ばれるダンスを通して成長していく。

## ゲームシステム
画面に表示される円形のフィールド上にボタンが表示され、アナログ方向キーを使い、表示されたボタンにカーソルを合わせ、タイミング良く押していく。
タイミングにより「Cool」「Nice」「Okay」「Poor」の4段階の評価が随時行われ、「Cool」か「Nice」を連続すると「Beats」がたまっていく。「Beats」が20になるか「Poor」を10回連続で出すと「フリッツブーン」を発動でき、評価を一気に稼ぐことができる。「フリッツブーン」はレベル4まであり、レベル1になると「Beats」10ごとに次のレベルが発動できる。しかし、判定はレベルが上がるごとにシビアになっていく。また、レベルの高さとステージの景色が連動している。レベルが高くなれば、背景の小物もダンスをしているような動きをし、レベルが低いと背景も沈んだ色合いになり動かなくなる。なお、最低レベルでは音楽自体も流れなくなりヘッポコなBGMになり、そのままpoorを連発するとゲームオーバーとなる。
ゲームディスクをパソコンで開くと、キャラクターデザインを手がけた形部一平描き下ろしの設定資料集や制作スタッフによるコラムなどのデータを見ることができる。

## 登場キャラクター

### メインキャラクター
アンプ
声 - 竹内順子
本作の男の子主人公。クルクルタウンに連れて来られたやや臆病なニンゲン。ユサに励まされ、フリッツを学んでいく。
スピカ
声 - かかずゆみ、斉藤朝美（少女時）
本作の女の子主人公。クルクルタウンに連れて来られた元気いっぱいのニンゲン。持ち前のパワフルさで周囲を巻き込んでいく。
ユサ
声 - 金月真美
アンプとスピカをクルクルタウンに連れてきたウサギのような生き物。キングに匹敵するフリッツの才能を持つと言われる「ニンゲン」を探していた。
イバル
声 - モンスター前塚
キングに恨みを持つヴァンパイアの少年。アンプを誘い込んでキングに立ち向かう。
イヤミィ
声 - 池澤春菜
スピカに対抗心を燃やす魔女の少女。デスマス口調で喋る。

### サブキャラクター
キング
声 - 石井康嗣
クルクルタウンを支配するヴァンパイア。その立場に相当するフリッツの実力を持つ。
カミオ
声 - や乃えいじ
気さくで憎めない少年。普段はニンゲンのような姿だが、気分が高ぶると狼男になる。
ランケ
声 - 中谷さとみ
Dr.スティン（声 - 粟根まこと）に造られた人造ニンゲン。プロトタイプに「ランケ01（ゼロワン）」がいる。
ミラー / マム
声 - 西川たけのすけ / 西川葉月
キングの側近。主人公が男の子ならミラー、女の子ならマムになる。